# Cascavel Futebol Clube
O Cascavel Futebol Clube, conhecido como Cascavel e pelo acrônimo CFC, foi um clube brasileiro de futebol do município de Cascavel, no estado do Paraná. Fundado em 1970, suas cores eram o azul, vermelho e branco. Foi o primeiro time, de um total de seis que levaram o nome de Cascavel.

## História
No final da década de 60, Cascavel possuía dois clubes com times de futebol profissional: o Tuiuti Esporte Clube e a Associação Atlética Comercial. Arquirrivais, disputavam o clássico chamado Tuicial e a preferência dos torcedores da cidade. Porém, houve a decisão recíproca de encerrar seus respectivos departamentos de futebol profissional, em prol da fundação de apenas um novo time que representasse o município. Ambos permanecem apenas como clubes sociais.
Assim, em 1970, nascia o Cascavel Futebol Clube, com as cores azul, do Tuiuti, vermelho, do Comercial e branca, comum aos dois clubes.
No seu primeiro ano de disputas, o time conquistou o título da chave sul do Campeonato Paranaense da Segunda Divisão de 1970, subindo para a primeira divisão do ano seguinte.
Nos anos de 1971 e 1972, o clube disputou a primeira divisão estadual, porém ao fim de 1972, devido às dificuldades, encerrou suas atividades após curta trajetória.
Cascavel voltaria a ter um clube de futebol profissional sete anos depois, em 1979, na figura do Cascavel Esporte Clube.